# Mausoleum von Carstanjen

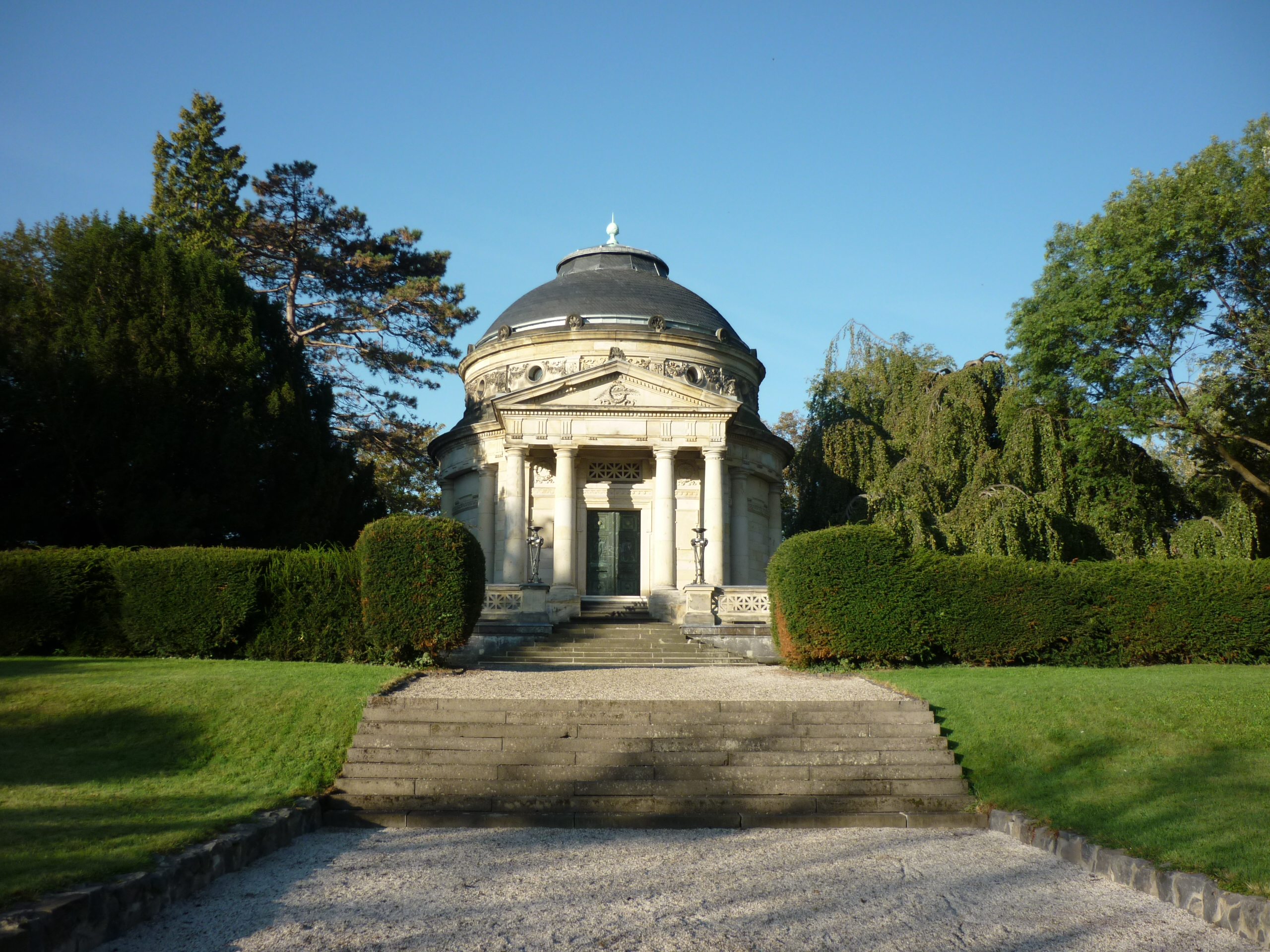
Carstanjen-Mausoleum vom von-Sandt-Ufer aus gesehen

Das Mausoleum von Carstanjen im Bonner Stadtteil Plittersdorf war das größte private Mausoleum am Rhein und gilt kulturgeschichtlich und architektonisch als einzigartig. Die vom Bonner Rheinufer einsehbare, zwischen Auerhofstraße und Von-Sandt-Ufer im Plittersdorfer Auengrund gelegene, ursprüngliche Familiengruft wird heute als öffentliche Urnengrabstätte genutzt. Das dem römischen Pantheon nachempfundene Bauwerk steht unter Denkmalschutz.

## Geschichte
Der Bankier und Unternehmer Wilhelm Adolf von Carstanjen (1825–1900) ließ das Bauwerk 1895/96 im Rahmen eines Ausbaus seines herrschaftlichen Landsitzes Haus Carstanjen als Grabstätte für sich und seine Angehörigen errichten. Der Entwurf zum Bau aus dem Jahr 1889 stammte vom Kirchenarchitekten und Dombaumeister August Hartel sowie Skjøld Neckelmann. An der Ausführung des Baus der Grabstätte war der königliche Regierungsbaumeister Johannes Kleefisch beteiligt.
Adolf von Carstanjen starb wenige Jahre nach Fertigstellung und wurde als erstes Familienmitglied im Mausoleum beigesetzt. Fünf Jahre später wurde hier auch seine Frau, Adele vom Rath (1834–1905), beigesetzt. Es folgten der Majoratsherr Moritz von Carstanjen (1860–1916), sein Bruder, Robert von Carstanjen (1866–1940), und – im Jahr 1980 – Gisela Freifrau von Rheinbaben, geborene von Carstanjen (* 1892). Als letzter Angehöriger der Familie wurde hier im Jahr 2005 auch Martin von Carstanjen (1925–2005) beigesetzt; erstmals in Urnenform.
Bis in die 2000er Jahre verkam das ungepflegte und schlecht abgesicherte Objekt. Neben Wassereinbruch und natürlicher Erosion des Baukörpers kam es zu Vandalismus: Gräber wurden aufgebrochen, Grabplatten zerschlagen, Engelsfiguren zerstört, Scheiben eingeschlagen und Wände mit Graffiti bemalt.
Im noch unsanierten Mausoleum soll 1997 die Uraufführung des Theaterstücks „Die Blutsbrüder“ von Christoph Klimke stattgefunden haben.

## Heutige Nutzung
Der Pfarrer der katholischen Kirchengemeinde St. Andreas und Evergislus in Bonn-Bad Godesberg, Wolfgang Picken, entwickelte um 2005 die Idee zur Umnutzung des Baudenkmals als „Bürgergrab für jedermann“. Über die von ihm gegründete Bürgerstiftung Rheinviertel sollte hier ein christlicher Urnenbegräbnisplatz für die Öffentlichkeit entstehen. Nach dem Tod des Erben der Anlage, Martin von Carstanjen, konnte die Idee verwirklicht werden: Der Nachlassverwalter der Familie, Martin Hamm, initiierte noch im Jahr 2005 die Gründung der Stiftung „von Carstanjen“, einer unselbständigen Zustiftung der Bürgerstiftung Rheinviertel. Die Zustiftung hat die Aufgabe, das Mausoleum zu erhalten und zu nutzen. Aus dem Erbe von Martin von Carstanjen wurde auch die Finanzierung des Projektes ermöglicht. Die Renovierung des Objektes und der Umbau in die Urnengrabstätte (EUR 200.000) wurde durch Stiftungsmittel finanziert. Verantwortlicher Architekt der Neugestaltung war der Bonner Dieter Husmann.
Im Juni 2006 wurde das instandgesetzte und umgenutzte „Von-Carstanjen-Mausoleum“ eröffnet. Zur Eröffnung spielte das Bonner Beethoven-Orchester unter Leitung von Roman Kofman die Eroica-Sinfonie von Beethoven sowie die Feuerwerksmusik Händels. Der damalige nordrhein-westfälische Ministerpräsident Jürgen Rüttgers nahm als Schirmherr der Veranstaltung teil. Im Mai 2007 übernahm die Bürgerstiftung das Mausoleum formal als Eigentümer und Träger und verpachtete das Objekt an die Pfarrgemeinde St. Andreas und Evergislus, die dort seitdem eine Begräbnisstätte mit einer Kapazität von bis zu 3000 Urnengräbern betreibt. Die entsprechenden Trauerfeiern werden in der Rotunde des Mausoleums gehalten. Die Urnen werden dann in den Grabkammern der Krypta des Gebäudes beigesetzt. Die Namen der hier Bestatteten sind auf Metallplatten am Gebäude (Balustrade) und in der Parkanlage verzeichnet. Der Park ist zu den Öffnungszeiten der benachbarten St.-Evergislus-Kirche zu betreten. Das Mausoleum wird nur zu Beerdigungen und Gedenkfeiern geöffnet. In Ausnahmefällen finden hier auch Konzertveranstaltungen statt. Eine Grabstelle für 15 bis 25 Jahre kostet zwischen 1100 und 1800 Euro; nach Ablauf der Zeit soll die Asche im Park verstreut werden. Rund 90 % der Erlöse, die aus dem Mausoleum erzielt werden, sollen Projekte der Bürgerstiftung finanzieren. Bis September 2015 wurden bereits die Urnen von mehr als 300 Menschen im Mausoleum beigesetzt.
Zu den hier Bestatteten gehören der Sportpädagoge Ernst J. Kiphard und Kaplan Thomas Schneeberger.

## Architektur und Ausstattung
Der frei stehende, tempelartige Rundbau aus hellem Sandstein mit einem Säulenportikus und einem hinteren Anbau steht auf einem bühnenartigen, knapp einen Meter hohen, rechteckigen Steinpodest mit Balustraden. Die Grabstätte ist von einem rechteckigen, rund 4000 Quadratmeter großen Grundstück umgeben, das von einem geschmiedeten Gitterzaun eingefasst ist. Das Areal kann durch zwei eiserne, je zweiflügelige Torpforten mit Seitentüren betreten werden. Von der Rheinseite führt ein zweiteiliger, herrschaftlicher Freitreppenaufgang zum Kuppelbau, von der Auerhofstraße entlang der Evergislus-Kirche erfolgt der Zugang über einen bescheideneren, gebogenen Pfad. Das antik wirkende Bauwerk ist mit Stilelementen aus der Baukunstrichtung des Historismus ausgestattet, der viersäulige Portikus mit Dreiecksgiebel ist neoantik gestaltet.
Der Rundbau ist innen wie außen detailliert ausgestaltet. Er wird beiderseits von voluminösen Sandsteinsäulen ionischer Ordnung umschlossen, darüber befinden sich umlaufender Reliefbandzierrat mit organischen und geometrischen Motiven und ornamentierte Inschriften. Der in zwölf Achsen gegliederte Innenraum zeigt Epitaphe und Estrichmosaike. Die Kuppel ist mit Tambour, Kassettendekor und Kuppellaterne ausgeführt. Im unteren Teil hat die Kuppel, der Achsengliederung folgend, zwölf runde Fenster. Zusammen mit dem Laternenfenster erhält der Rundbau so reichlich Sonnenlicht. Die zweiflügelige Eintrittspforte ist aus Bronze gefertigt. Im Innenraum sind zwei halbplastische Marmorprofilbüsten des Stifters Adolf von Carstanjen und seiner Frau Adele angebracht. Auf einer mächtigen Bodenplatte aus Metall findet sich die Aufschrift: „Denket mit Liebe an uns – Adolf von Carstanjen – 1897“. Diese Platte kann angehoben werden, durch die Bodenöffnung wurden früher die Särge nach unten gelassen.
Eine weitere (innere) Bronzepforte verdeckt den Abgang zur Krypta; sie trägt Wappenschmuck und die Aufschrift: „Sie ruhen in Frieden und wir folgen nach.“ Zwei Säulenträgerinnen flankieren die Tür. Ein doppelgleisiger Treppenabschwung führt in die Krypta. Zwei weitere Säulenträgerinnen stehen dort am Eingang. Die Krypta, die teilweise im Podest der Anlage eingelassen ist, ist rechteckig ausgebildet. Acht Säulendoubles tragen die gedrungene und mit Sternenornamenten ausgeführte Kuppelwölbung sowie die darüber stehende Rotunde. Die Krypta hat 22 Grabkammern, die in über den Gebäudegrundriss hinausreichenden unterirdischen Stollen angelegt sind. Sie werden durch Marmortafeln getrennt, deren Inschriften kaum leserlich sind. Im Bodenmosaik ist der von einem Lorbeerkranz umgebene Morgenstern dargestellt, der auch die Kuppel ziert. Von hier führen Strahlenbänder zu den einzelnen Grabkammern.